# Pierre Kaelin
Abbé Pierre Kaelin (geboren 12. Mai 1913 in Estavayer-le-Lac; gestorben 1. Juni 1995 in Villars-sur-Glâne) war ein Schweizer Priester, Komponist und Chorleiter, dessen Haupttätigkeitsfeld in Freiburg im Üechtland lag. Seine Heimatorte waren Einsiedeln und Freiburg.

## Leben
Pierre Kaelin wurde 1913 in Estavayer-le-Lac als Sohn von Sophie (geborene Rody) und des Notars Joseph Kaelin geboren. Zwischen 1928 und 1931 besuchte er das Kollegium Sankt Michael in Freiburg und legte 1933 die eidgenössische Maturität an der Stiftsschule Einsiedeln ab. Danach besuchte er das Diözesanseminar in Freiburg und erhielt 1937 die Priesterweihe. Weiter folgte ein Besuch der École César-Franck und des Institut grégorien de Paris, wo er die höhere Musikausbildung erhielt. Zwischen 1949 und 1977 war er als Lehrer am freiburgischen Diözesan- und am Lehrerseminar tätig, ab 1955 auch am Konservatorium von Freiburg. Zwischen 1949 und 1983 war er als Nachfolger des Abbé Joseph Bovet als Kapellmeister der Kathedrale St. Nikolaus tätig. Er gab daneben im In- und Ausland Kurse für angehende Dirigenten.

## Werk
Kaelins Werkkatalog, den die Kantons- und Universitätsbibliothek Freiburg 1993 zusammengestellt hat, listet 1061 Werke auf. Bei seinen Werken machen die Chorkompositionen die grosse Mehrheit aus; sie waren teils profanen und teils sakralen Charakters. Der Musiknachlass von Pierre Kaelin befindet sich in der Kantons- und Universitätsbibliothek Freiburg.
Kaelin gründete 1952 den später weltbekannten Chor «La chanson de Fribourg».

## «Le Tékaphone»

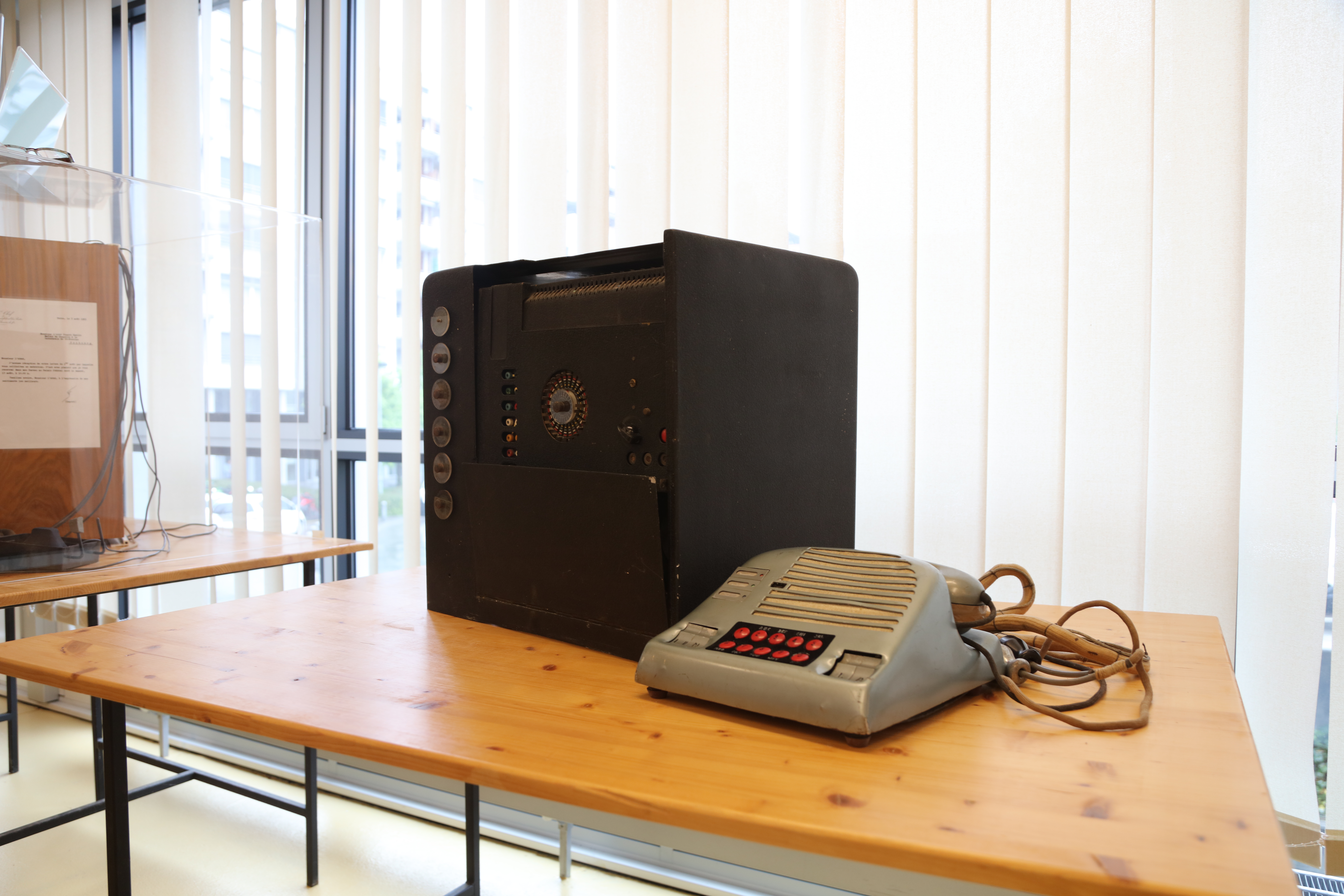
Das „Tékaphone“ von 1950

Kaelin entwickelte selber ein Gerät, dass es ihm ermöglichte, mehrere Playback-Spuren zu synchronisieren und abzurufen. Diese Erfindung, die zum Teil auf der damaligen Telefontechnik basierte, nannte er le Tékaphone.